# Borås internationella skulpturbiennal

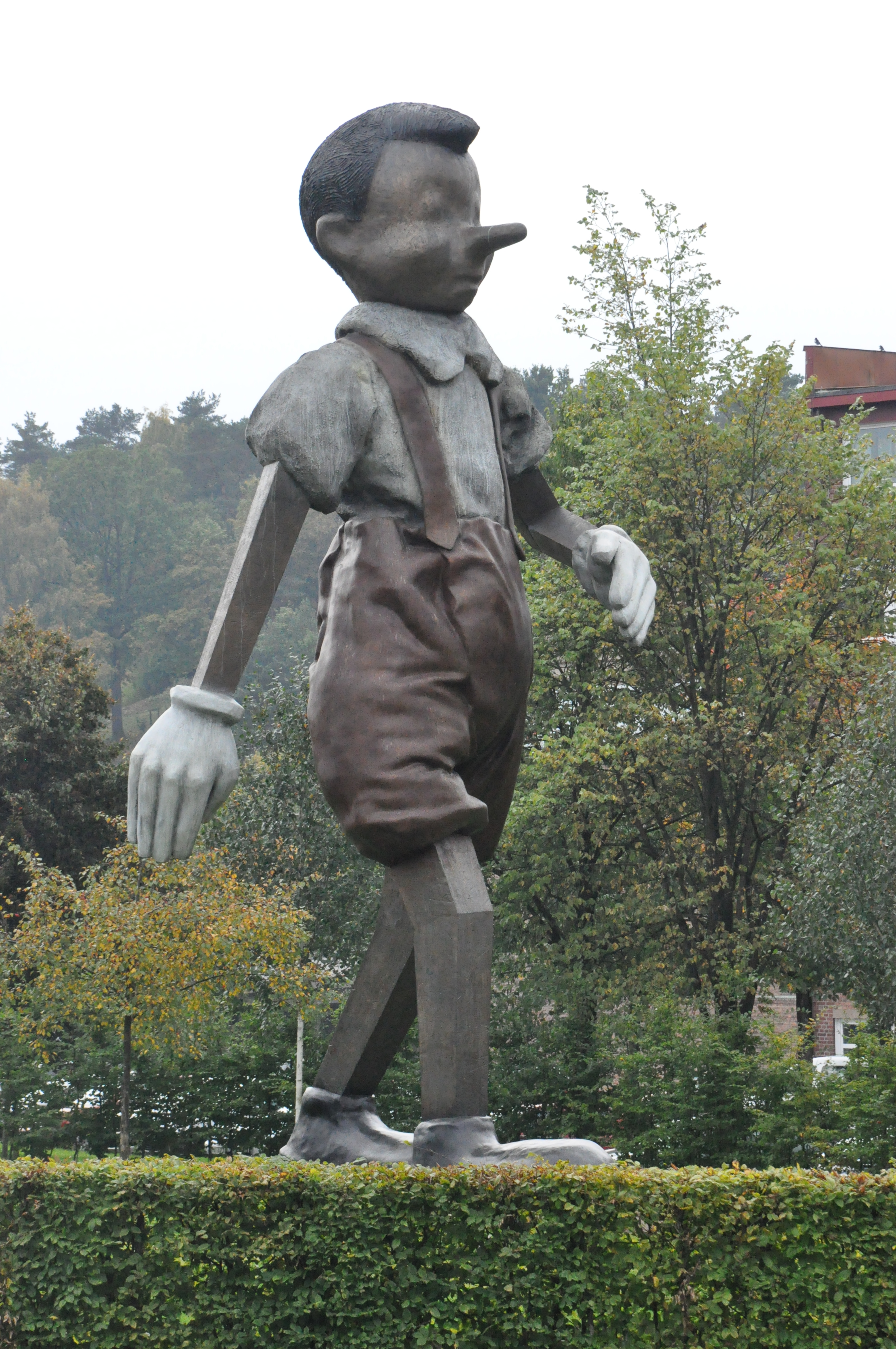
Walking to Borås 2008.

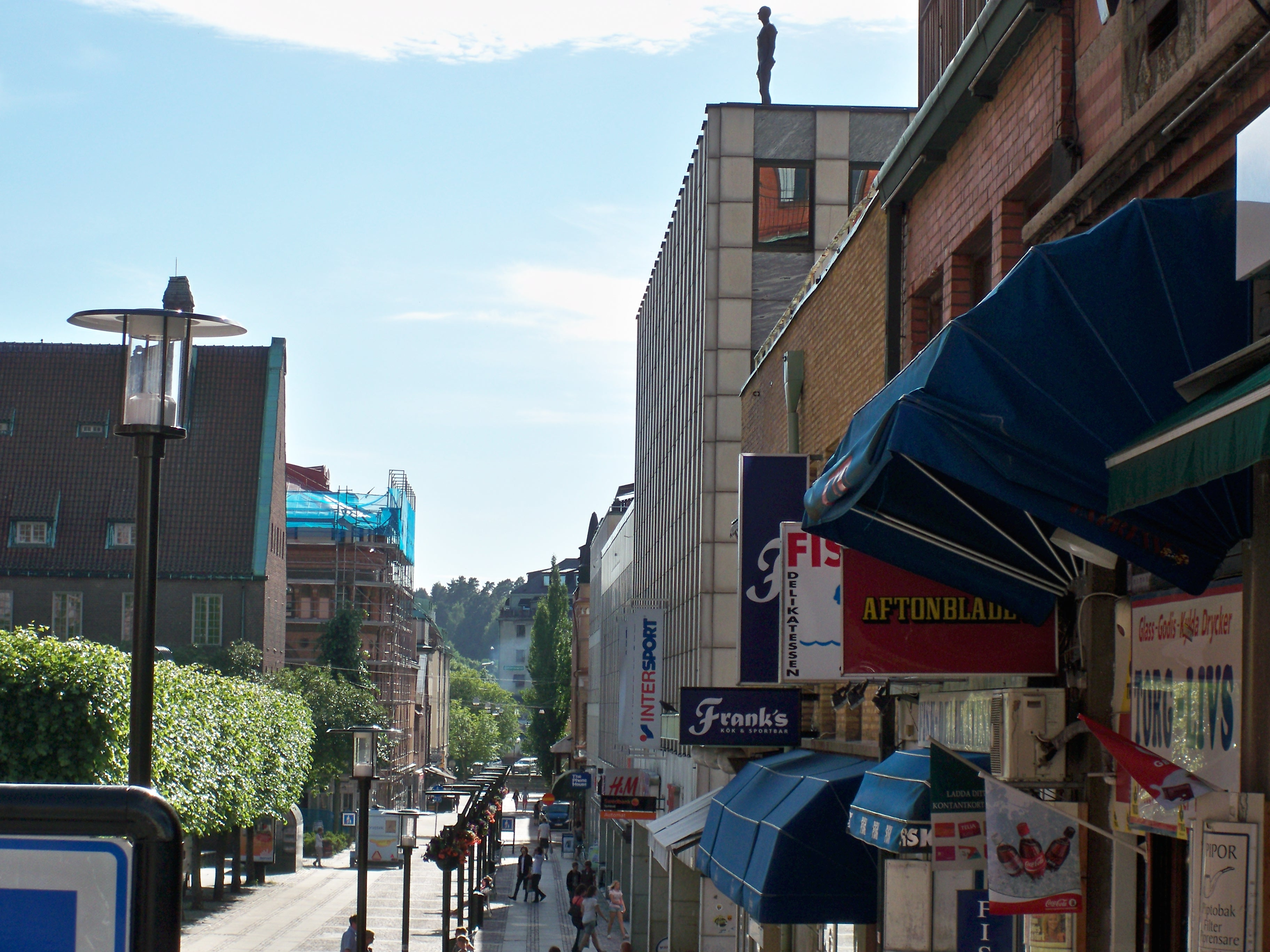
Another time VIII av Antony Gormley under biennalen 2010 (skulpturen på hustaket).

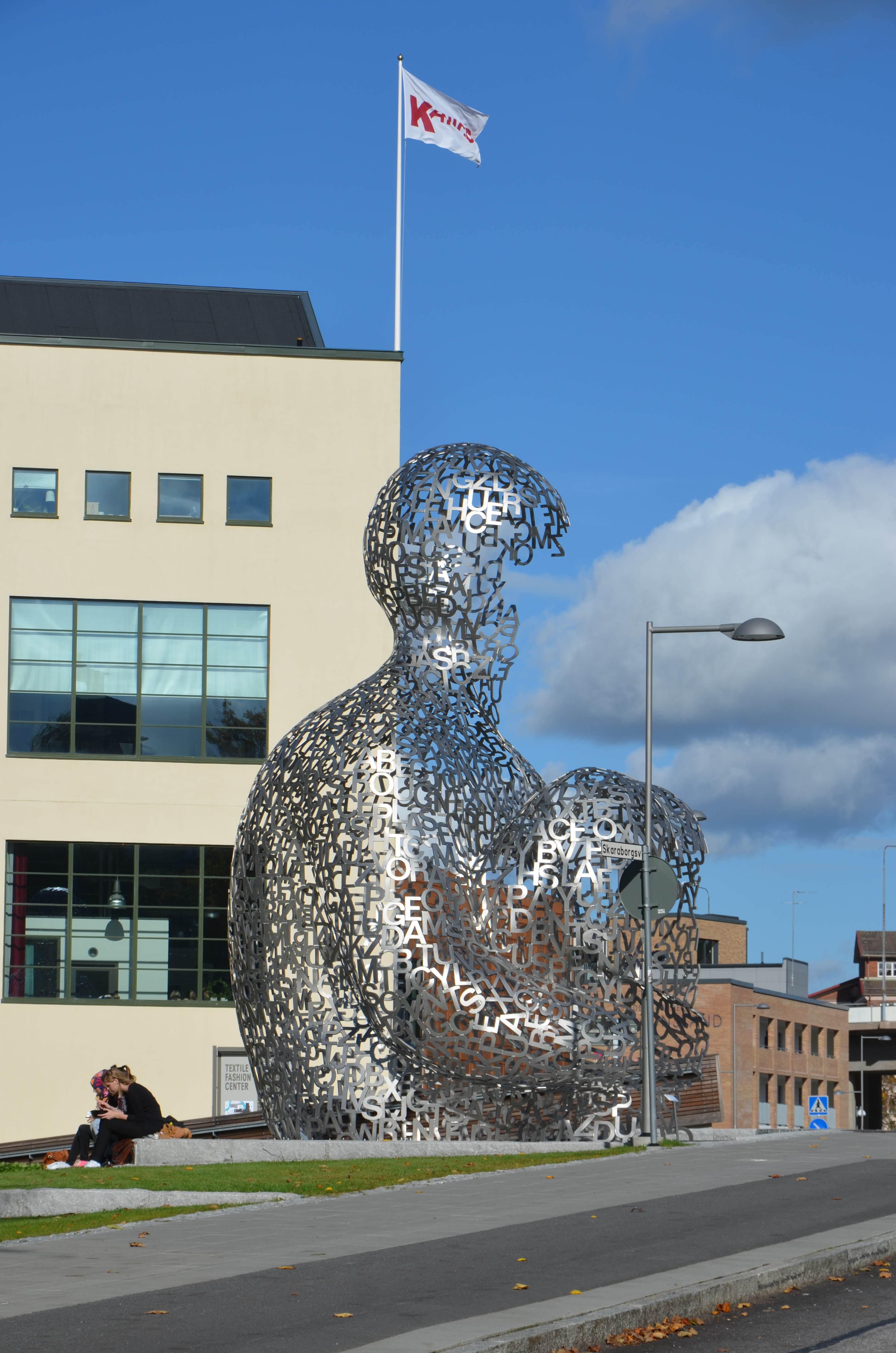
House of Knowledge från 2014 års biennal.

Borås internationella skulpturbiennal är en återkommande skulpturutställning sedan 2008 för samtida konst i Borås.
Skulpturbiennalen arrangeras av Borås kommun genom Borås konstmuseum med eller utan medhjälp av externa kuratorer. Även tidigare inköpta skulpturer ingår i utställningarna.

## 2008
Den första skulpturbiennalen arrangerades 2008 och blev omtalad framför allt för resandet av Pinocchio-statyn Walking to Borås av Jim Dine i en rondell i Borås innerstad.

## 2010
I 2010 års biennal medverkade bland andra Antony Gormley.

## 2012
Kuratorer för 2012 års internationella skulpturbiennal var Martin Wickström och Ulf Kihlanderar. Skulpturerna var i huvudsak i och i omgivningen av Kulturhuset.

## 2014
Utställningen 2014 var geografiskt koncentrerad till i och omkring Textile Fashion Center. Kommunen köpte in Jaume Plensas House of Knowledge och Xavier Veilhans Vibration in blue.

## 2016
Utställningen hölls på Stora Torget, i Norrby och på en obebyggd industritomt, med Linda Wallenberg som kurator. Medverkande var bland andra Ernst Billgren, Sirous Namazi, Åsa Maria Bengtsson och Andrea Zittel.

## 2018
Skulpturbiennalen 2018 på temat A Grin Without a Cat hölls 26 maj–23 september under medverkan av omkring 15 konstnärer, bland andra Katarina Löfström, Jan Svankmajer, Sofia Hultén, Latifa Echakhch och Nathalie Djurberg.

## 2021
[uppföljning saknas]

## Bildgalleri

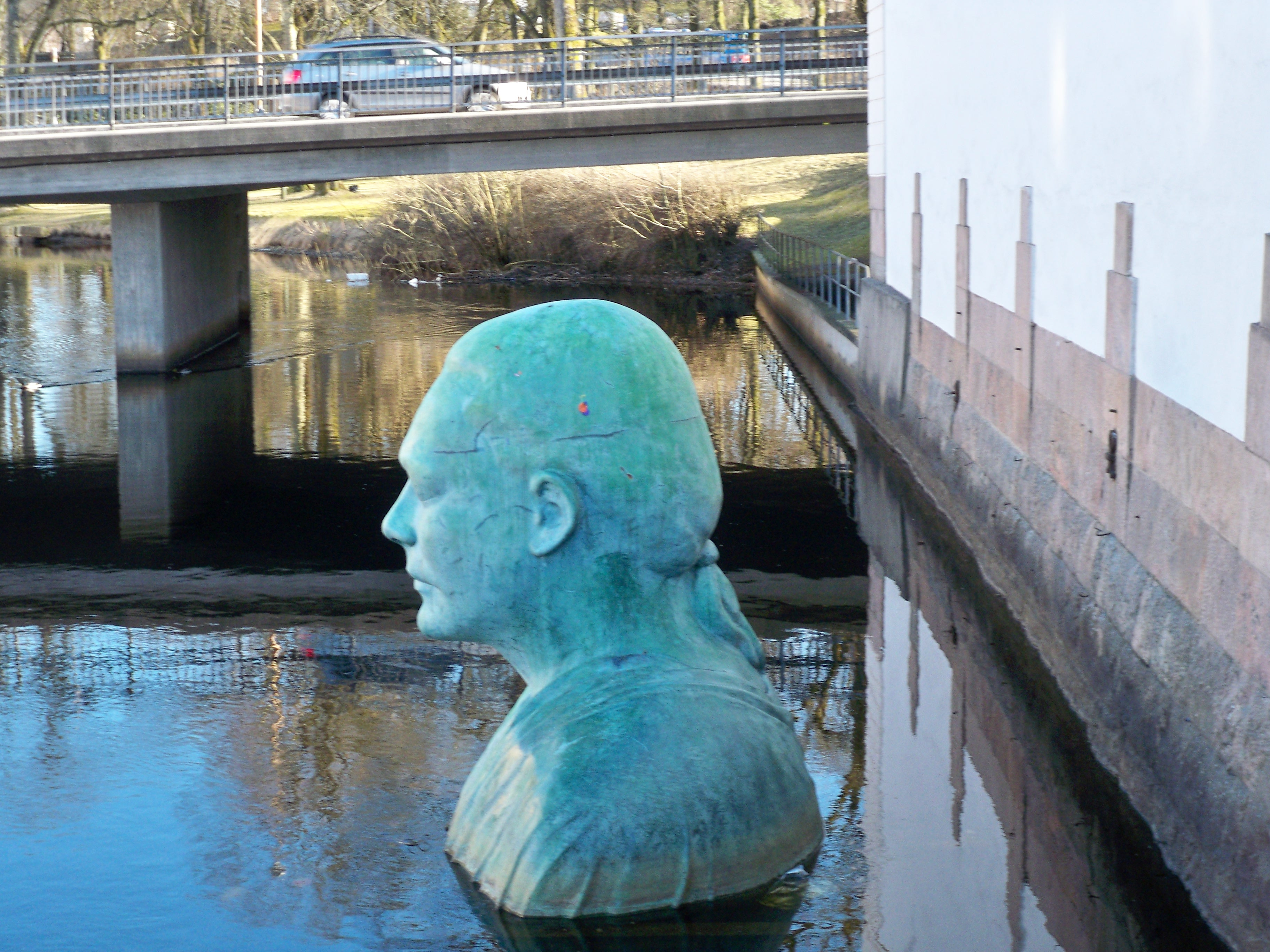
Bodhi av Fredrik Wretman från 2008 års biennal
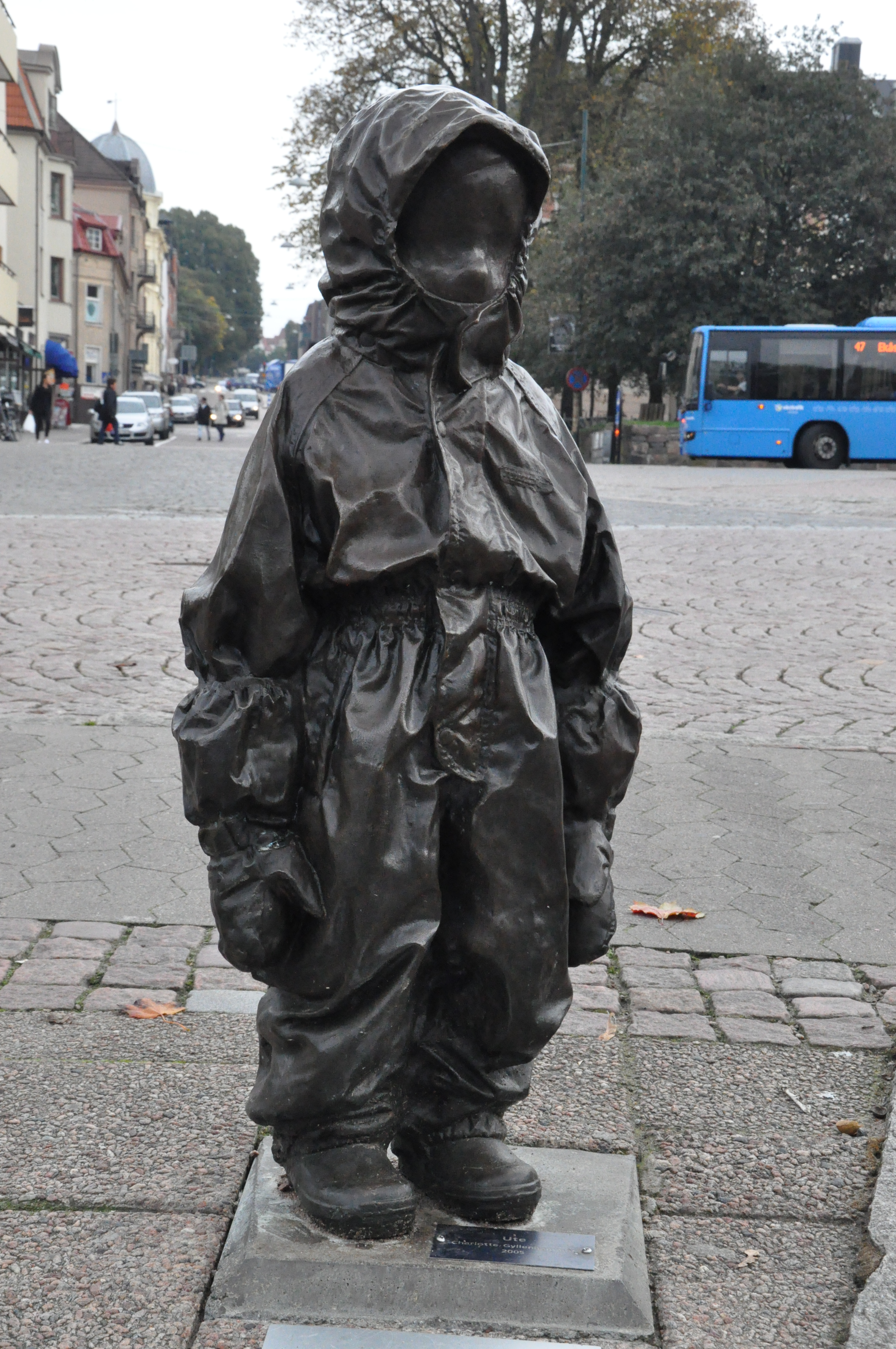
Ute av Charlotte Gyllenhammar
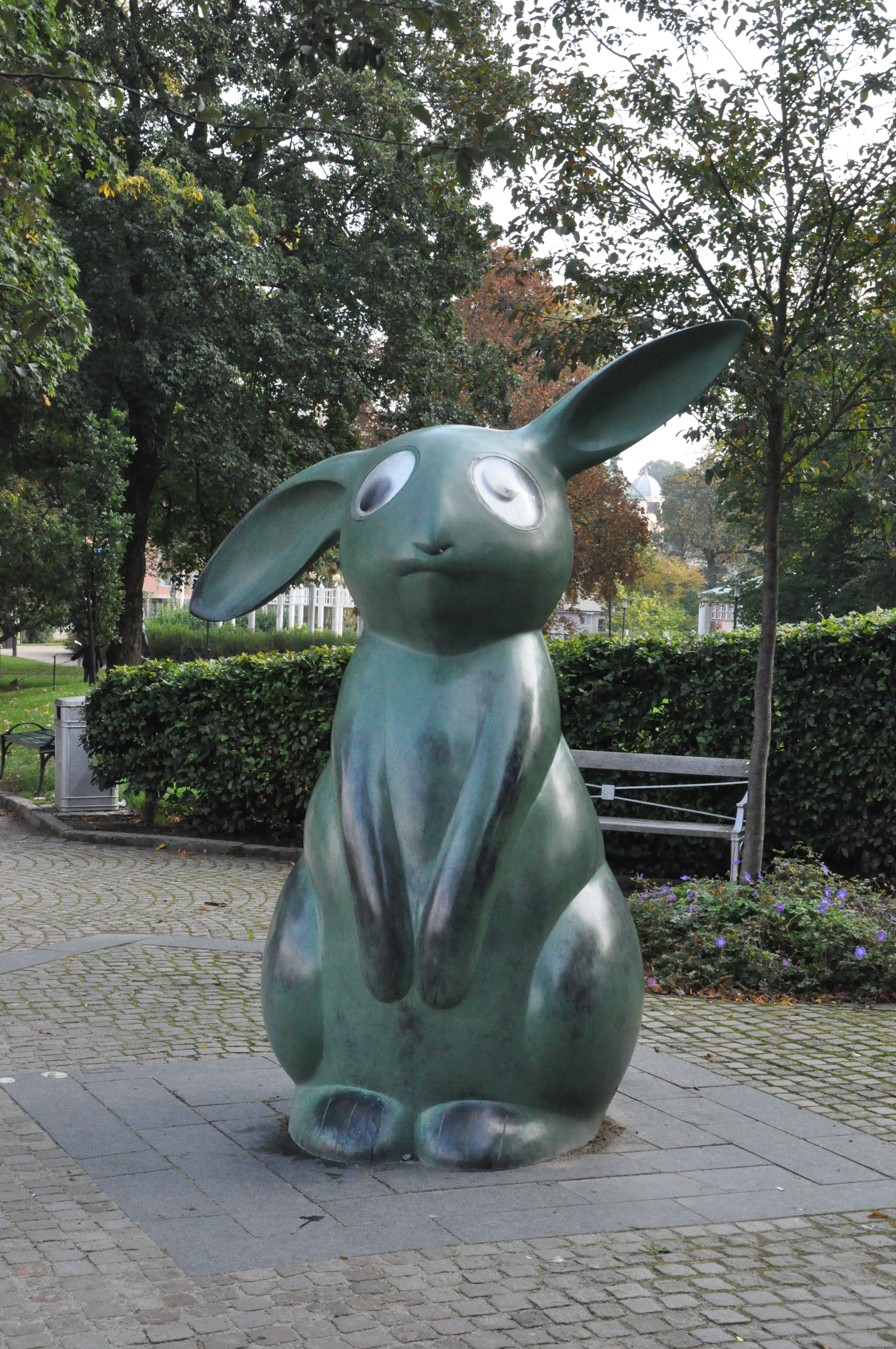
Mate hunting av Marianne Lindberg De Geer
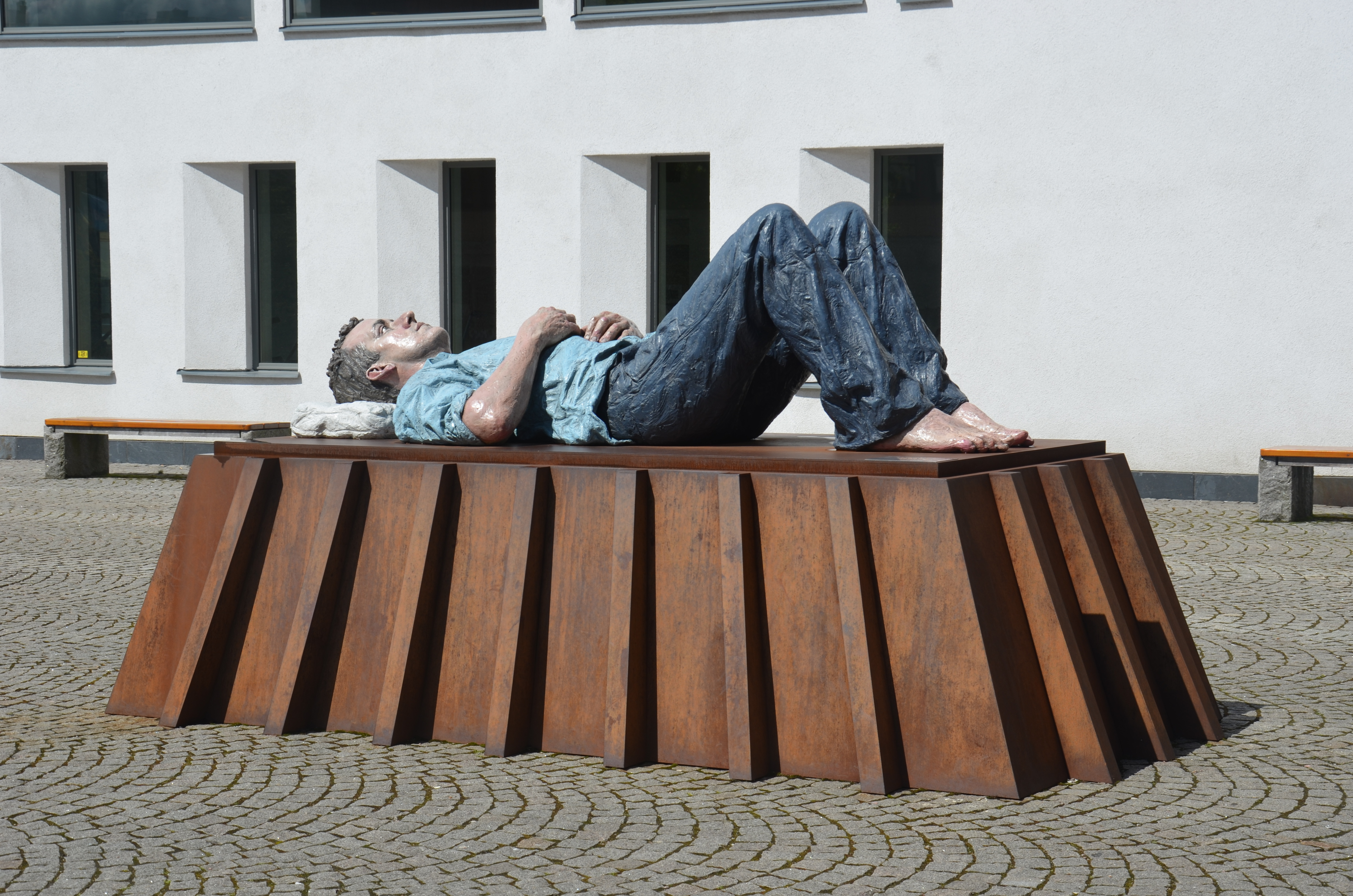
Catafalque av Sean Henry
Declination av Tony Cragg
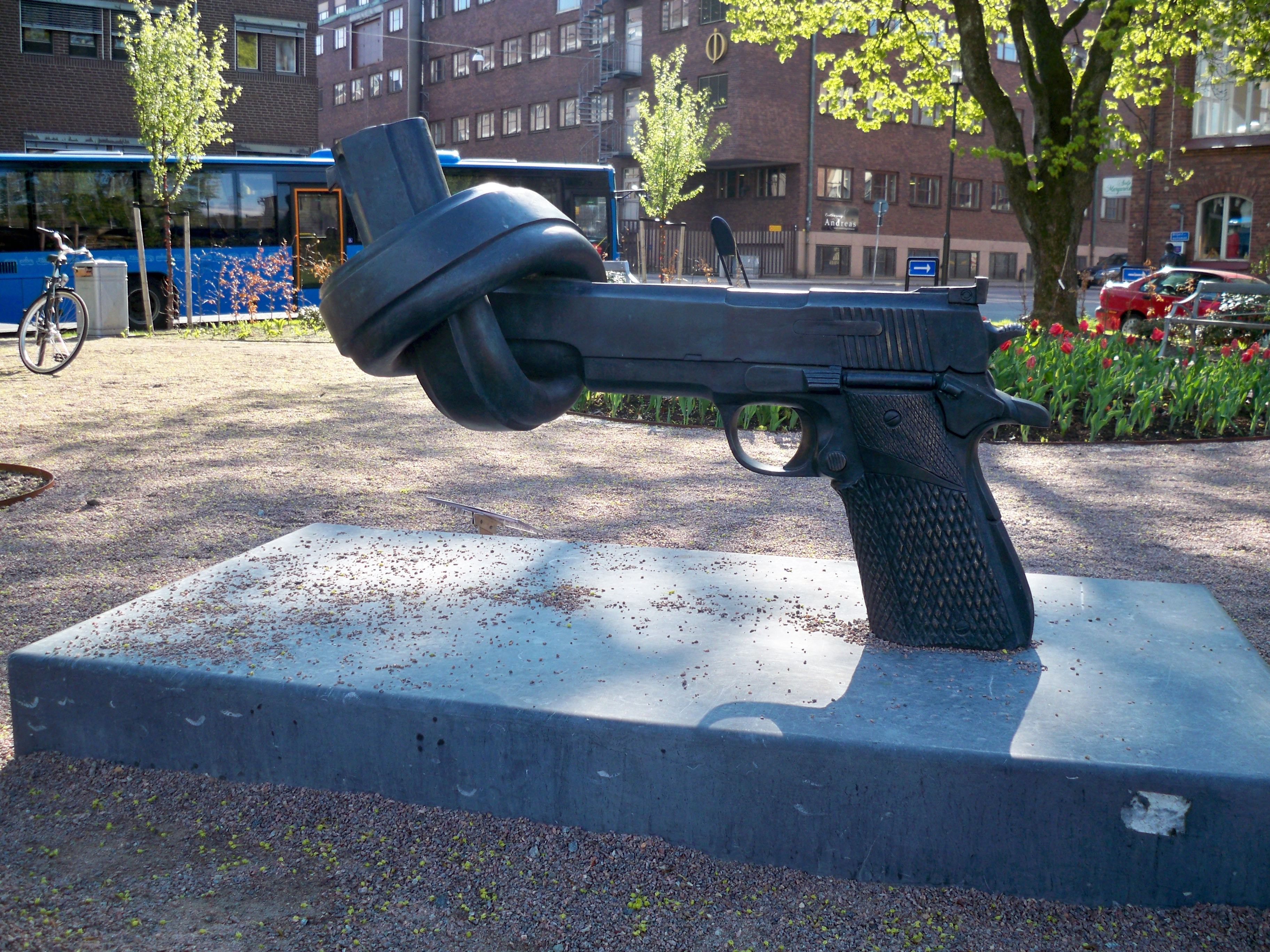
Non-violence av Carl-Fredrik Reuterswärd från 2010
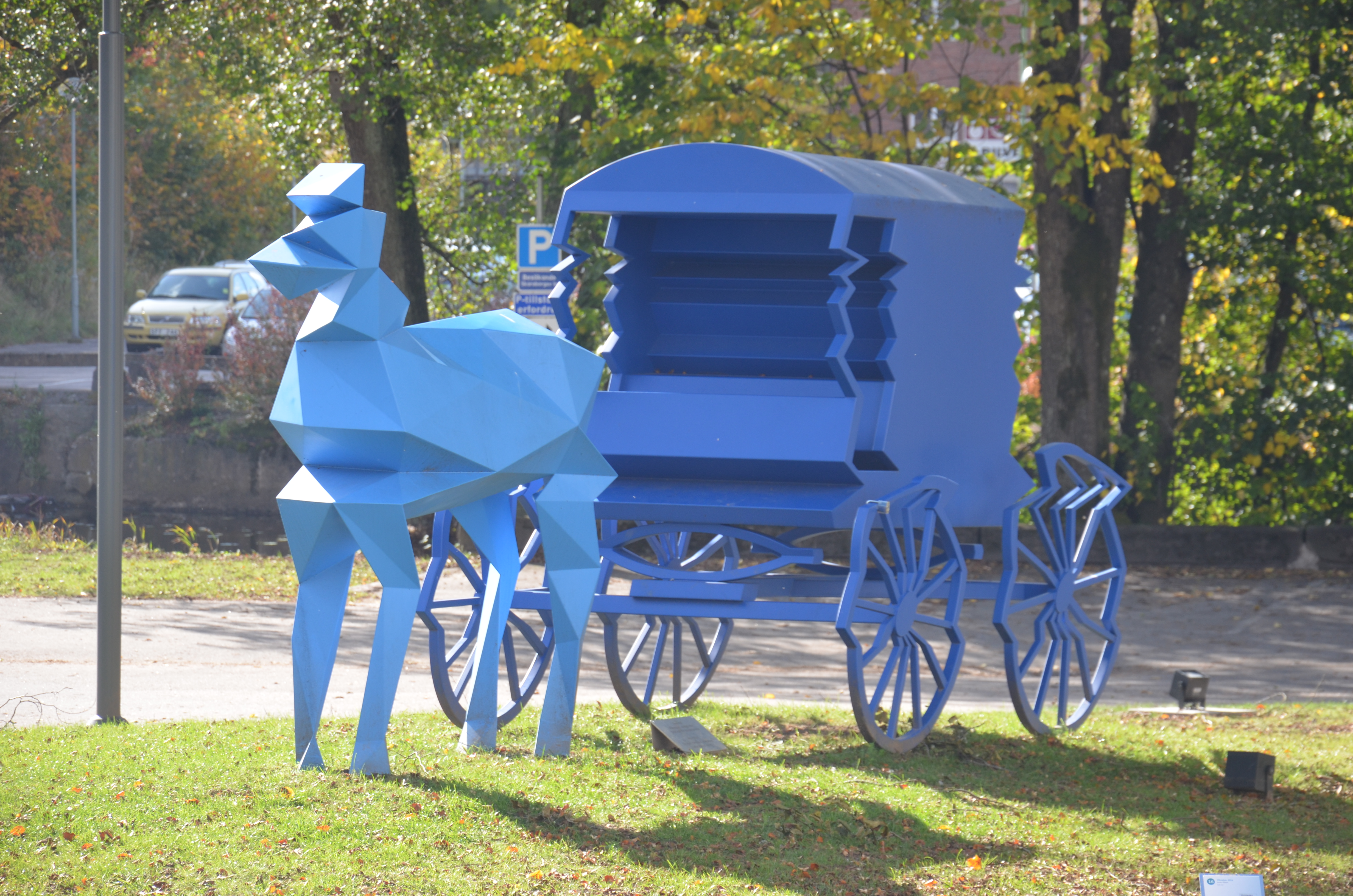
Vibration i blått av Xavier Veilhan från 2014